# Maksym Lopyr'onok
Maksym Ivanovyč Lopyr'onok (in ucraino Максим Іванович Лопирьонок?; Dnipro, 13 aprile 1995) è un calciatore ucraino, difensore del Bukovyna Černivci.

## Caratteristiche tecniche
È un difensore centrale.

## Carriera
Cresciuto nel settore giovanile del Dnipro, ha esordito in prima squadra il 26 ottobre 2016 disputando l'incontro di Kubok Ukraïny vinto ai rigori contro il Desna Černihiv. Il 6 luglio 2017 si è trasferito a titolo definitivo al Dnipro-1.